# عزلة مائلة

تعديل مصدري - تعديل

المسوري عزلة يمنية ضمن عزلة دبع الداخل مديرية الشمايتين محافظة تعز، تبعد القرية حوالي 41 كم إلى الجنوب من تعز وترتفع 1450 م عن سطح البحر. يحدها من الغرب عزلة بني عمر ومن الشرق عزلة بني شيبه الشرق ومن الشمال قرى دبع الداخل ومن الجنوب عزلة دبع الخارج
يتألف اسم القرية من كلمتين: ماء نسبة إلى غيلها الشهير الذي يجري لمدة 6 أشهر بالسنة وإلله المخففة بمعنى حق الله وهو دلالة على انه مشاع ولا يمتلكه أحد، ولكثرة التداول دمجت الكلمتين بألسنة أهل القرية لتصبح مائلة، كونها قد عرفت بماء الغيل الشهير والذي يسمى حتى عند أبناء القرية أيضا باسم مائلة ومنه أخذ القرية اسمها وهذا الغيل المائي يستخدم للشرب وفي الري.

## تاريخها
من القرى القديمة في منطقة المعافر التاريخية (الحجرية اليوم) يوجد فيها عدد ثلاث مقابر قديمة لا يعرف سكانها اليوم من دفن فيها.. المتعارف عليه انها سكنت قبل قرنين أو ثلاثة قرون من اسلاف سكانها الحالين.. يوجد كتاب يفصل انسابها الحالية مؤلفه المهندس خالد محمد الدبعي
تعدادھا السكاني 1200 نسمة وعدد 240 مسكن أنساب دبع الداخل قریة مائلة الشمایتین تعز 25_11_2014م  في عام 1998م 

## جغرافيا
تحیط بھا الجبال من كل النواحي، ما عدى الجھة الغربیة والتي تعتبر المنفذ الوحید للوصول الیھا بواسطة وسائل النقل من سیارات وغیرھا، ولھا منفذین بالأقدام من الجھة الشمالیة إلى دبع الخارج والجھة الجنوبیة إلى قریة العادیة بني شیبة الغرب. والجبال التي تحیط بھا یصل ارتفاعھا ما بین 1400متر إلى 1800متر فوق سطح البحر وھي من الشمال جبال اللكمتین وجبل العشة وجبل القشیبي وجنوبا لغرب قریتي المشیر ً ألأكم ومن الشرق جبال جبل صرادة ومن ا ودار راحة. یحدھا من الشمال وادي ظالفان وقریة الطي ودبع الخارج (قریة العارضة) ومن الشرق بني شیبة الشرق نن ومن الغرب قرى المشیر وسوق السبت وقریة ال َّسویقة ومن الجنوب بني شیبة الغرب وقریة العادیة ووادي َجّ ودار عون ودار راحة وعوزمة. یشق منطقة مائلة من الشرق إلى الغرب أھم المجاري المائیة فیھا وھو وادي مائلة ویلتقي معھ من الشمال وادي منیح ومن الجنوب وادي العوارض ووادي الحلجوم.
تكونت القرية أساسًا من خمس قرى رئيسية:
- قرية القاهر
- قرية مشرعة
- قرية القرية
- قرية الكبة
- قرية الكدكاد
- قرية الجائزة

## تنمية
حظیت المنطقة بمشاریع خدمیة عدیدة في مجال المیاه (مشروع یوسف الخیري بدعم من الحاج أحمد سعید یوسف – أغلق نھایة سنة 2004م) ومشروع المیاه الخیري الجدید بدعم من رجل الخیر الحاج عبد الكریم عبد الرحمن الأسودي وھو الذي یغذي القریة بمیاه الشرب في الوقت الحالي، كما إن الدولة قامت بحفر بئر میاه خلال عام 2010م بمتابعة الجمعیة الخیریة لأبناء مائلة بواسطة أعضائھا ومسئولیھا ویمكن أن یبدأ بتغذیة القریة في السنة القادمة. وتتواجد في القریة مدرستین الأولى ھي مدرسة عمر بن عبد العزیز للتعلیم الأساسي والإعدادي والثانوي، وقد تخرج منھا العدید من الشباب وواصلوا تعلیمھم الجامعي في تخصصات مختلفة في الطب والھندسة وتخصصات علمیة وأدبیة أخرى، والثانیة ھي مدرسة سلمى لتحفیظ القرآن الكریم والسنة النبویة والعدید من الأنشطة الإجتماعیة وھي مدرسة نسائیة ویعود الفضل في إنشاء المدرسة إلى فاعلي الخیر في المنطقة، وأما التعلیم فیھا فیعود الفضل فیھ إلى الإدارة العامة للأخ الأستاذ الشھید بشیر مھیوب حیدر (رحمھ الله)، وقد خرجت مدرسة سلمى العدید من حافظات القران الكریم، وتقوم المدرسة بفتح أبوابھا للأطفال لتعلم القراءة والكتابة وكذلك محو الأمیة. 

## .المواقع والظواهر الأثرية والسياحية

### حصن جبل العشة
(المعروف باسم حصن العشة) 
المكان: في الجھة الشرقیة من دبع الداخل قریة مائلة، مشارف الحصن الشرقیة ویطل على قرى السویقة وبني شیبة شرقا، وعلى قرى دبع الداخل وبني شیبة الغرب، یبعد الحصن عن مدینة تعز بـ74 كم وعن أقرب ً مركز بـ7كم جنوب غربي الرجاعیة. استخدمھ الأتراك كخط دفاعي أثناء دخولھم إلى المناطق الجنوبیة من الیمن بسبب مرتفعاتھ المطلة على منطقتي سوق السبت وال َّصـبیحة. وفي وسط الحصن یقع قبر ولي الله الصالح «عبد الرحمن صالح البرعي» الذي قدم ملتجئا جل، وكان قد زرع حول ً من تھامة واستقر في قمة جبل العشة لأكثر من عام حتى وافاه الأ منزلھ عددا، إلى جانب المسجد الذي أعتنى بھ وفرشھ بالحصیر، كما ً من الأزھار والأعشاب الطبیة والعطریة یوجد في الحصن كریف ماء طبیعي، وكان للعدید من أبناء دبع الداخل یشكل قبر ھذا الولي الصالح مزارا وبني شیبة وبني مسن والمقارمة.